# Vinaninony Nord
Vinaninony Nord is een plaats en commune in het centrum van Madagaskar, behorend tot het district Faratsiho, dat gelegen is in de regio Vakinankaratra. Tijdens een volkstelling in 2001 telde de plaats 8.456 inwoners.
De plaats biedt naast lager onderwijs ook middelbaar onderwijs aan. 49 % van de bevolking werkt als landbouwer en 46 % houdt zich bezig met veeteelt. Het belangrijkste landbouwproduct is aardappelen; andere belangrijke producten zijn bonen, mais en rijst. Verder is 5% actief in de dienstensector.